# Balja (vapen)
En balja, tex bajonettbalja, värjbalja eller varbalja, är ett fodral som skyddar och förvarar blankvapen som svärd, värjor och bajonetter. 

## Svenska armén och flottan
Dessa baljor var under början av 1700-talet tillverkade av två träskenor (bok tex) som var överdragna med ett skyddande svart tunt kalvläder. Baljan var upptill eventuellt försedd med ett munbleck och nedtill med en doppsko (dubbsko) av metall. Till detta hade baljan en i spånen fastlimmad koppelhake som hakade fast baljan vid tex livgehänget. Enligt en svensk förordning år 1685 skulle kronans alla sidovapen ha ett kraftigare smorläder över baljan, en så kallad varbalja. Livskvadronen år 1717 hade träspånen överdragna med svart väv.
Baljor tillverkades även av metall. Järnbaljor var blanka eller svärtade.